# Thrypticus yanayacu
Thrypticus yanayacu är en tvåvingeart som beskrevs av Daniel J. Bickel och Hernandez 2004. Thrypticus yanayacu ingår i släktet Thrypticus och familjen styltflugor.
Artens utbredningsområde är Peru. Inga underarter finns listade i Catalogue of Life.